# Eduardo Quisumbing y Arguelles
Eduardo Quisumbing y Arguelles (Santa Cruz (Laguna), 1895 – 1986) foi um botânico filipino.